# Eusandalum georgia
Eusandalum georgia är en stekelart som beskrevs av Girault 1917. Eusandalum georgia ingår i släktet Eusandalum och familjen hoppglanssteklar. Inga underarter finns listade i Catalogue of Life.